# 田村警察署
田村警察署（たむらけいさつしょ）は、福島県警察が管轄する警察署の一つである。本庁舎は後述の歴史的経緯から三春警察署から改称されたため田村市ではなく三春町に置かれている。

## 管轄区域
- 田村市
- 田村郡三春町、小野町

## 所在地
- 福島県田村郡三春町大字熊耳字下荒井194

## 沿革
- 明治8年4月：郡山警察署三春分署として発足
- 明治20年：三春警察署と改称
- 明治20年：田村警察署と改称
- 明治35年7月：再び三春警察署に改称
- 1965年8月1日 - 管轄区域だった西田村、中田村の郡山市への合併に伴い、その区域を郡山警察署に移管
- 1980年3月 - 現在地に新築移転
- 2005年3月1日 - 旧・田村郡の船引町、常葉町、都路村、大越町、滝根町の4町1村が合併し田村市となる
- 2006年3月24日 - 船引交番を船引幹部交番に変更する
- 2006年（平成18年）11月20日 - 船引駅内に「田村市地域安全ステーション」を開設
- 2010年4月1日 - 田村警察署に改称。小野警察署を当署の小野分庁舎とする[1]。

## 分庁舎

### 小野町
- 小野分庁舎 - 田村郡小野町小野新町字小太内13番地、北緯37度17分24.6秒 東経140度37分35秒 / 北緯37.290167度 東経140.62639度

## 交番

### 田村市
- 船引幹部交番 - 田村市船引町船引字南町通160番地、北緯37度26分20.4秒 東経140度34分20.2秒 / 北緯37.439000度 東経140.572278度

## 駐在所

### 田村市
- 移駐在所 - 田村市船引町上移字根岸38番地4、北緯37度30分51.2秒 東経140度39分4.7秒 / 北緯37.514222度 東経140.651306度
- 要田駐在所 - 田村市船引町要田字要田18番地2、北緯37度27分23.0秒 東経140度31分23.1秒 / 北緯37.456389度 東経140.523083度
- 瀬川駐在所 - 田村市船引町新館字軽井沢730番地1、北緯37度29分36.4秒 東経140度34分46.5秒 / 北緯37.493444度 東経140.579583度
- 常葉駐在所 - 田村市常葉町常葉字平舘57番地、北緯37度26分19.6秒 東経140度38分21.0秒 / 北緯37.438778度 東経140.639167度
- 七郷駐在所 - 田村市船引町門沢字宮の平189番地1、北緯37度23分11.3秒 東経140度35分27.4秒 / 北緯37.386472度 東経140.590944度
- 都路駐在所 - 田村市都路町古道字遠下前93番地1、北緯37度26分18.2秒 東経140度47分35.8秒 / 北緯37.438389度 東経140.793278度

### 三春町
- 中郷駐在所 - 田村郡三春町大字柴原字神久保45番地、北緯37度24分45.6秒 東経140度29分8.7秒 / 北緯37.412667度 東経140.485750度
- 三春岩江駐在所 - 田村郡三春町大字下舞木字岩本81番地43
- 中妻駐在所 - 田村郡三春町大字鷹巣字坊の内、北緯37度25分26秒 東経140度26分23.3秒 / 北緯37.42389度 東経140.439806度

以下は小野分庁舎管内

### 田村市
- 滝根駐在所 - 田村市滝根町神俣字梵天川255番地1
- 大越駐在所 - 田村市大越町上大越字蟹沢98番地1

### 小野町
- 夏井駐在所 - 田村郡小野町大字夏井字町屋13番地2
- 飯豊駐在所 - 田村郡小野町大字飯豊字八幡43番地6